# Белое (озеро, Киев)
Бе́лое (укр. Бі́ле; Центральное, укр. Центральне) — озеро в Оболонском районе города Киева. Оно имеет песчаный пляж на юго-западной стороне и естественную растительность на берегах. На озере ловят рыбу.

## Описание
Расположено внутри квартала между улицами Героев Днепра, Маршала Тимошенко, проспектами Героев Сталинграда и Оболонским. Вокруг озера образована зелёная зона, ограниченная пешеходной дорожкой.
По данным 2001—2002 годов, в озере водится 9 видов рыб (уклейка, пескарь, карась, окунь, щука, краснопёрка и др.).